# Бригантина (кинофестиваль)
«Бригантина» — международный кинофестиваль, проходивший ежегодно с 1998 год по 2013 год в городе Бердянске.
Совместный кинофестиваль проводился тремя общественными организациями: Гильдия актёров кино Украины, Гильдия актёров кино России, Гильдия актёров кино Республики Беларусь.

## История
- I МКФ «Бригантина-1998» (с 19 по 22 июня 1998). Несмотря на отсутствие конкурса, в фестивальном просмотре участвовало 10 украинских и российских кинолент.
- II МКФ «Бригантина-1999» (с 6 по 11 августа 1999). Фестиваль приобрёл вид соревнования, были разграничены конкурсный и внеконкурсный показы. Также были утверждены номинации и награды фестиваля. На конкурс было представлено 6 фильмов.
- III МКФ «Бригантина-2000» (4 по 9 августа 2000). Было представлено 14 кинолент. МКФ «Бригантина» был занесён в каталог кинофестивалей СНГ как российско-украинский кинофорум.
- IV МКФ «Бригантина-2001» (с 27 августа — 2 сентября 2001). Фестиваль проходил при содействии Министерств культуры трех стран, участии Гильдий актёров кино Украины, России и Белоруссии. На фестивале было представлено 6 картин. Совместно с Ассоциацией каскадёров России, в рамках МКФ «Бригантина», состоялся первый фестиваль профессиональных каскадеров кино, в котором приняли участие пять команд из Москвы, Минска, Одессы, Киева и Санкт-Петербурга.
- V БМКФ «Бригантина-2002» (с 23 июня по 01 июля 2002). Фестиваль проходил под патронажем Президента Украины, а также при непосредственной поддержке Чрезвычайного и Полномочного посла России на Украине, председателя союзного государства Беларусь и Министерств культуры трех стран — Украины, России и Белоруссии. В конкурсе принимало участие 12 полнометражных лент, созданных за последний год на киностудиях России, Украины и Белоруссии.
- VI БМКФ «Бригантина-2003». В конкурсе участвовало 9 картин.
- VII БМКФ «Бригантина-2004» (с 27 августа по 2 сентября). В конкурсный показ было отобрано 8 фильмов.
- VIII БМКФ «Бригантина-2005». В рамках кинофестиваля «Бригантина» проводились творческие встречи актёров со зрителями. Конкурсной программы не было.
- IX БМКФ «Бригантина-2006» (с 23 по 28 июня 2006). В конкурсе принимало участие 7 фильмов.
- X БМКФ «Бригантина-2007» (с 28 августа по 2 сентября). В конкурсе участвовало 14 фильмов.[1]
- XI БМКФ «Бригантина-2008» (с 28 августа по 3 сентября 2008). В конкурсе участвовало 32 фильма.
- XII БМКФ «Бригантина-2009» (с 28 августа по 3 сентября 2009). В конкурсе участвовало 53 фильма.
- XIII БМКФ «Бригантина-2010» (с 6 августа по 13 августа 2010). В конкурсе участвовало 11 фильмов
- XIV «Бригантина — 2011»
- XV Международный кинофестиваль «Бригантина» (с 28 мая по 2 июня 2012). В конкурсе участвовало 12 фильмов.
- XVI Международный Кинофестиваль «Бригантина» (с 2 по 8 июня 2013).[2]

С начала проведения и на протяжении 15 лет фестиваль проводился в Бердянске, но в 2013 году фестиваль проводился в Приморске, тогда же в там была открыта «Аллея звёзд», почетное право стать первым актёром, чьё имя будет тут увековечено, стал Народный артист России Александр Панкратов-Чёрный.
В 2014 году в связи с «Евромайданом» на Украине по словам директора фестиваля «ситуация в стране не располагает к веселью» фестиваль решили не проводить. В дальнейшем фестиваль не проводился. Хотя в феврале 2021 года были сообщения о планах организаторов возродить «Бригантину» спустя 11 лет на том же месте в Бердянске, но идея реализована не была.

## Награды фестиваля

### Лучший фильм
- 1999 — «…цензуру к памяти не допускаю», реж. А. Пороховщиков.
- 2000 — «Всем привет!», реж. Д. Томашпольский.
- 2001 — «Праздник», реж. И. Сукачёв.
- 2002 — «Займемся любовью», реж. Денис Евстигнеев.
- 2003 — «Анастасия Слуцкая», реж. Ю. Елхов.
- 2004 — «Егерь», реж. А. Цацуев.
- 2006 — «Требуется няня», реж. Л.Садилова.
- 2007 — «Враги», реж. М. Можар.
- 2008 — «Пора умирать», реж. Д. Кендзежавская.
- 2009 — «Ян-Ян», реж. Э. Сейман.
- 2010 — «Волки», реж. А. Колбышев.
- 2011 — «Влюблённые в Киев», киноальманах
- 2012 — «4 дня в мае», реж. Ахим фон Боррис
- 2013 — «Сибирь. Монамур», реж. В. Росс.

### Лучшая режиссёрская работа
- 1999 — Эдуард Реджепов, фильм «Охламон».
- 2000 — Станислав Говорухин, фильм «Ворошиловский стрелок».
- 2001 — Игорь Сукачев, фильм «Праздник».
- 2002 — Денис Евстигнеев, фильм «Займемся любовью».
- 2003 — Александр Муратов, фильм «Бульварный переплёт».
- 2004 — Олесь Янчук, фильм «Железная сотня».
- 2006 — Лариса Садилова, фильм «Требуется няня».
- 2007 — Александр Ефремов, фильм «Рифмуется с любовью».
- 2008 — Крис Краус, фильм «Четыре минуты».
- 2009 — Валериу Жереги, фильм «Arrivederci».
- 2010 — Анатолий Матешко, фильм «Двое».
- 2012 — Войцех Сморжовский, фильм «Роза», Польша.
- 2013 — Исмаил Гюнеш, фильм «Куда падает огонь», Турция.

### Лучшая операторская работа
- 2000 — Юрий Клименко, фильме «Барак».
- 2001 — Алексей Сеченов, фильм «Праздник».
- 2002 — Богдан Вержбицкий, «Шум ветра».
- 2003 — Игорь Кожевников, фильм «Кармен».
- 2004 — Виталий Зимовец, фильм «Железная сотня».
- 2007 — Дмитрий Зайцев, фильм «Письмо Феллини».
- 2008 — Артур Рейнхард[пол.], фильм «Пора умирать».
- 2009 — Валериу Жереги, фильм «Arrivederci».
- 2010 — Павел Зубрицкий, фильм «Волки».

### Лучший сценарий
- 2013 — Евгений Шишкин, фильм «А жизнь продолжается»

### Лучшая мужская роль
- 1999 — Сергей Никоненко, фильм «Классик».
- 2000 — Виктор Степанов, фильм «Царевич Алексей».
- 2001 — Владислав Галкин, фильм «В августе 44-го».
- 2002 — Юрий Беляев и Николай Караченцов, фильм «Львиная доля».
- 2003 — Игорь Петренко, фильмы «Кармен», «Звезда».
- 2004 — Игорь Лифанов, фильм «Егерь».
- 2006 — Дмитрий Лаленков, фильм «Секонд Хенд».
- 2007 — Василий Баша, фильм «Другая жизнь, или побег с того света».
- 2008 — Васил Михайлов[болг.], фильм «В последний путь», Болгария
- 2009 — Педро Кортес, фильм «Убитые небеса», Испания.
- 2010 — Маркус Беккер, фильм «Двое».
- 2012 — Алексей Гуськов, фильм «4 дня в мае», Россия
- 2013 — Ондасын Бесикбасов, фильм «Сердце матери», Казахстан

### Лучшая женская роль
- 1999 — Ольга Цирсен, фильм «Белый танец».
- 2000 — Виктория Малекторович, фильм «Всем привет!».
- 2001 — Валерия Арланова, фильм «Поводырь».
- 2002 — Чулпан Хаматова, фильм «Львиная доля».
- 2003 — Евгения Добровольская, фильм «Бульварный переплёт».
- 2004 — Светлана Кожемякина, фильм «Ещё о войне»; Кира Крейлис-Петрова, фильм «Именины».
- 2006 — Марина Зубанова, фильм «Требуется няня»; Наталья Вдовина, фильм «Заказ».
- 2007 — Анна Ковальчук, фильм «Рифмуется с любовью».
- 2008 — Данута Шафларска, фильм «Пора умирать»,Польша.
- 2009 — Джони Буковська[болг.], фильм «Мое маленькое ничто»,Болгария.
- 2009 — Алёна Ивченко, фильм «Государыня и разбойник»,Россия.
- 2010 — Нада Шаргина[серб.], фильм «Кто-то ещё в ожидании», Сербия.
- 2011 — Камила Ермакова, фильм «999», Казахстан
- 2012 — Полина Кутепова, фильм «Дом ветра», Россия
- 2013 — Магдалена Поплавская, фильм «Между двух огней», Польша, Швеция

### Лучшая мужская роль второго плана
- 1999 — Пётр Зайченко, фильм «Гроза над Русью».
- 2000 — Александр Пороховщиков, фильм «Ворошиловский стрелок».
- 2001 — Валентин Букин, фильм «Звёздочка моя ненаглядная».
- 2002 — Сергей Баталов, фильм «Под полярной звездой»; Георгий Хостикоев, фильм «Атлантида».
- 2003 — Анатолий Кот, фильм «Анастасия Слуцкая».
- 2004 — Юрий Кузнецов, фильм «Именины»; Виктор Степанов, фильмы «Золотая лихорадка», «Егерь».
- 2006 — Владимир Стержаков, фильм «Заказ».
- 2007 — Леонид Броневой, фильм «Простые вещи».
- 2008 — Виктор Кручина, фильм «Богдан-Зиновий Хмельницкий» (Украина).
- 2009 — Фарид Мюррей Абрахам, фильм «Перестройка» (США).

### Лучшая женская роль второго плана
- 2002 — Алла Сергийко, фильм «Шум ветра»; Галина Фёдорова, фильм «Свежина с салютом».
- 2003 — Татьяна Кравченко, фильм «Интимная жизнь Севастьяна Бахова».
- 2004 — Вера Полякова[бел.], фильм «Ещё о войне».
- 2006 — Лариса Гузеева, фильм «Заказ».
- 2007 — Наталья Бузько, фильм «Два в одном».
- 2008 — Галина Бокашевская, фильм «Новые времена или Биржа недвижимости»,Россия.
- 2009 — Ольга Иванова, фильм «Инсайт»,Беларусь.
- 2009 — Энико Эзенья[англ.], фильм «Ночь»,Венгрия.

### Лучшая эпизодическая роль
- 1999 — Евгений Весник, фильм «Белый танец».
- 2001 — Михаил Ефремов, фильм «Праздник».
- 2003 — Лидия Федосеева-Шукшина, фильм «Интимная жизнь Севастьяна Бахова».

### Лучший дебют
- 2001 — Пётр Юрченков мл., фильм «Поводырь».
- 2002 — Кирилл Малов, фильм «Займёмся любовью».
- 2003 — Светлана Зеленковская, фильм «Анастасия Слуцкая»; Ольга Филиппова, фильм «Кармен».
- 2004 — Пётр Кривостаненко, фильм «Ещё о войне».
- 2009 — Валерий Ямбурский, фильм «День переможених».

### Лучший режиссёрский дебют
- 2006 — Мария Маханько, фильм «Жулики».
- 2007 — Алексей Попогребский, фильм «Простые вещи».

## Специальные призы фестиваля

### Приз зрительских симпатий
- 2001 — Валерий Николаев
- 2002 — Андрей Новиков, фильм «Займёмся любовью».
- 2004 — Игорь Бочкин, фильм «Дунечка».

### Специальные призы жюри
- 2001 — «Звёздочка „Бригантины“» — Мария Оамер, фильм «Праздник».
- 2002 — «За вклад в искусство кинематографа» — Зинаида Кириенко.
- 2004 — «Надежда „Бригантины“» — Мария Возба, фильм «Дунечка».
- 2004 — «За отражение современных проблем молодежи» — Алексей Чадов и Андрей Прошкин, фильм «Игры мотыльков».
- 2004 — «За яркое воплощение темы мужества и героизма на экране» — фильм «72 метра», реж. В. Хотиненко.
- 2004 — «За сохранение национальных традиций» — фильм «Железная сотня», реж. А. Янчук.
- 2004 — «За открытие молодых талантов» — режиссёру А. Ефремову, фильм «Дунечка».
- 2006 — «За высокохудожественное воплощение авторского замысла» — Леонид Павловский, фильм «Эффект присутствия».

### Награды за телесериалы
- 2000 — «Лучший телесериал» — «Бандитский Петербург» (режиссёр В. Бортко).
- 2000 — «Лучшая режиссёрская работа в телесериале» — режиссёр Юрий Мороз в телесериале «Каменская».
- 2000 — «Лучшая мужская роль в телесериале» — Алексей Серебряков в телесериале «Бандитский Петербург».
- 2000 — «Лучшая женская роль в телесериале» — Дарья Повереннова в телесериале «День рождения Буржуя».
- 2000 — «Лучший продюсер телесериалов» — Владилен Арсеньев, генеральный продюсер «НТВ-кино».